# Hagnaby
Hagnaby – wieś w Anglii w hrabstwie Lincolnshire. Leży 38,4 km od Lincoln i 181,6 km od Londynu.
W 1961 roku civil parish liczyła 18 mieszkańców. Hagnaby jest wspomniana w Domesday Book (1086) jako Hagenebi.